# Emanuel-Felke-Gymnasium
Das Emanuel-Felke-Gymnasium (EFG) ist ein 1961 gegründetes Gymnasium in Bad Sobernheim.

## Geschichte
Das heutige Schulgebäude an der Poststraße wurde 1961 bezogen. Das Gymnasium trägt seinen Namen seit dem 15. Mai 1996 nach dem evangelischen Pastor Emanuel Felke, der gleicherorts zwischen 1915 und 1925 die Felkekur entwickelte. Ab dem Schuljahr 2008/09 wurde die Schule nach und nach in ein G8-Gymnasium umgewandelt. Im Schuljahr 2015/16 legte der letzte Jahrgang aus G9 im März und der erste Jahrgang aus G8 im Juli die Reifeprüfung ab.
Seit dem Schuljahr 2023/24 findet der Unterricht wieder im G9 System mit freiwilligem Ganztagsangebot statt. Sukzessive werden die Klassen wieder ins G9 System von unten nach oben zurückgeführt. Im Schuljahr 2025/26 werden die Jahrgangsstufen 5–7 im G9 System, die Jahrgangsstufen 8–12 im G8 System unterrichtet.
Das EFG setzt verschiedene Schwerpunkte, z. B. im Fach Musik in der Orientierungsstufe (Bläserklassen, Musical), mit Erasmus-Projekten sowie regelmäßige Schüleraustausche mit Frankreich (Vélizy) und Spanien (Onda) sowie einer jährlichen Englandfahrt (Whitstable/Hernebay). Des Weiteren engagieren sich die Schülerinnen und Schüler vielfältig, z. B. im "Schule ohne Rassismus, Schule mit Courage" Projekt oder sammeln Gelder für die Partnerschule in Ruanda (Aktion Tagwerk: Tore für Ruanda).
In G8 in der Mittelstufe (ab Klasse 8) muss ein Wahlpflichtfach belegt werden. Zur Wahl stehen: Naturwissenschaft, Informatik, eine dritte Fremdsprache (Spanisch) sowie das Fach Kultur. In der Oberstufe (10.–12. Klasse) können die meisten Fächer als Leistungskurse belegt werden. Sport, Bildende Kunst, Musik sowie Informatik können allerdings nur als Grundkurse gewählt werden.
Darüber hinaus nimmt die Schule am rheinland-pfälzischen Projekt: "Schule der Zukunft" statt. Statt 45-Minuten-Stunden gibt es 55-Minuten-Stunden. Die entsprechenden Fachdeputate wurden angepasst, so dass der Unterrichtsumfang den vorgeschriebenen Maßgaben entspricht.

## G8GTS
Seit 2008 ist das EFG eine Ganztagsschule. In der Orientierungsstufe kann noch zwischen Halbtag und Ganztag gewählt werden. Schülerinnen und Schüler legen das Abitur bereits nach 8 gymnasialen Schuljahren (statt nach 8¾ Jahren in G9) ab. Für die Veränderung der Schulstruktur wurde vom Schulträger in eine neue, gut ausgestattete Bibliothek, eine neue moderne Turnhalle sowie eine großzügige Mensa investiert. Eine Veränderung gibt es auch im Stundenplan: Einmal wöchentlich findet eine Klassenleiterstunde statt und auch das Fach Sport wurde durch eine Erhöhung der Stundenzahl ausgeweitet. Ab dem Schuljahr 2014/15 wurde probeweise auf 60-Minuten-Stunden umgestellt. Am zeitlichen Umfang der Fächer hat sich dadurch nichts geändert. Der Ganztag beginnt um 7.30 Uhr und endet um 15.30 Uhr. Die Schülerinnen und Schüler haben zudem die Möglichkeit, ihre Interessen in Neigungsgruppen zu vertiefen. Diese Neigungsgruppen finden in Kooperation mit lokalen Sportvereinen statt. In der Mittagspause gibt es für Schülerinnen und Schüler nicht nur die Gelegenheit, sich sportlich und kreativ zu betätigen, sondern die Schule bietet auch Rückzugsmöglichkeiten im Raum der Stille oder in der Bibliothek. Hausaufgaben werden in der Regel während der Schulzeit in dafür vorgesehenen Stunden (Eva/Ast Stunden) erledigt. Recherchearbeiten, Leseaufträge für Lektüren und Vokabeln müssen nach wie vor zu Hause erledigt werden, dafür endet der Unterricht freitags bereits um 13.00 Uhr, so dass der Nachmittag für diese Aufgaben, falls gewünscht, genutzt werden kann.

## Oberstufe
Die Oberstufe in G8 umfasst die Klassen 10 bis 12, wobei die MSS 10 die Einführungsphase beschreibt, während die MSS 11 bis 12 die Qualifikationsphase darstellt. Das Gymnasium bietet keine Null-Kurse in einer zweiten Fremdsprache an. Die Wahl der Leistungskurse ist frei, alle Fächer außer Sport, den künstlerischen Fächern und Informatik können als Leistungskurse gewählt werden. Ob ein bestimmter Leistungskurs zustande kommt, hängt von der Anzahl der Schülerinnen und Schüler ab, die diesen gewählt haben. Voraussetzung für den Eintritt in die Oberstufe ist die "Berechtigung zum Besuch der Oberstufe" für Realschülerinnen und Realschüler nach Abschluss der 10. Klasse.

### Berufsbildung Oberstufe
Ein verpflichtendes zweiwöchiges Betriebspraktikum findet in der Jahrgangsstufe 11 statt. Außerdem gibt es regelmäßige Informationen zur Berufsberatung in Zusammenarbeit mit dem Arbeitsamt vor Ort in der Oberstufe.

### Fahrten in der Oberstufe
Die Jahrgangsstufe 10 nimmt an einer dreitägigen Fahrt "Stark ins Leben" am Ende des Schuljahres teil, auf der pädagogische sowie kulturelle Schwerpunkte den Rahmen geben. In der Jahrgangsstufe 12 gibt es eine Studienfahrt, wobei die Ziele von Stammkursen und den Lehrkräften bestimmt werden. Ziele in den letzten Jahren waren zum Beispiel: Prag, Hamburg, Berlin, München, Wien, Ijsselmeer, Bodensee. Des Weiteren gibt es eintägige Exkursionen nach Bonn, z. B. ins Haus der Geschichte oder Verdun sowie zusätzliche Fahrten (Theater, Ausstellungen) je nach Verfügbarkeit.

## Aktivitäten
Jährlich finden entweder ein Schulfest oder Projekttage statt. Des Weiteren gibt es einen jährlichen Wandertag sowie den Aktionstag Tagwerk für Ruanda. Daneben gibt es weitere zahlreiche Veranstaltungen wie Schulkonzerte, Musicals, Ceilidh-Abende, themenbezogene Ausstellungen im Foyer, Lesewettbewerbe, Geschichtswettbewerbe, Sportturniere, Theater- und Museumsbesuche, vielfältige Exkursionen und einen Tag der offenen Tür, an dem die Schule sich der Öffentlichkeit präsentiert. Die Schule trägt seit 2015 den Titel Schule ohne Rassismus. Die Schule bietet außerdem ein intensives Methodentraining, das unterschiedliche Schwerpunkte in den jeweiligen Stufen setzt (z. B. Lern- und Arbeitstechniken sowie Teamentwicklung in der Orientierungsstufe, Präsentationstechniken in der Mittelstufe und wissenschaftliches Arbeiten in der Oberstufe).

## Fahrten in der Orientierungs- und Mittelstufe
Es gibt eine Kennenlernfahrt in der Orientierungsstufe sowie eine pädagogische Fahrt zu Beginn der Mittelstufe. Schülerinnen und Schüler der Jahrgangsstufe 7 können seit 2013 an einer Englandfahrt nach Herne Bay/Whitstable (Kent, Großbritannien) teilnehmen, um Land (Südengland und London) und Leute (in Gastfamilien) kennenzulernen. In der Jahrgangsstufe 8 besteht die Möglichkeit, an einem Schüleraustausch nach Vélizy/Frankreich teilzunehmen, um nicht nur das nahe Paris mit seinen Sehenswürdigkeiten zu besuchen, sondern den Alltag in französischen Familien zu erleben und die französische Sprache aktiv im Gespräch mit Gleichaltrigen anzuwenden.
Ab dem Schuljahr 2018/19 nimmt die Schule an einem zweijährigen Erasmus-Plus Programm zum Thema „Märchen- und sagenhaftes Europa“ teil. Die 14- und 15-jährigen Schülerinnen und Schüler arbeiten mit Gleichaltrigen aus drei weiteren Ländern – Veijle (Dänemark), Tilburg (Niederlande) und Onda (Spanien) – gemeinsam in diesem Projekt. Ein erstes Treffen fand vom 12. bis 16. November 2018 in Bad Sobernheim statt. Dabei stand die Beschäftigung mit regionalen Märchen und Legenden im Vordergrund.

## Partnerschule
Das Emanuel-Felke-Gymnasium hat eine Schulpartnerschaft im rheinlandpfälzischen Partnerland Ruanda. Seit 2003 ist es die Sekundarschule E.S. („Ecole Secondaire“) in Kirinda (Sektor Murambi). Einmal jährlich sammelt die Schulgemeinschaft des EFGs anlässlich der Aktion Tagwerk Geld für die E.S. Kirinda. 2014 kam ein Spendenbetrag von über 5000 € zusammen.

## Persönlichkeiten (nach Geburtsjahr)
- Gerhard Engbarth (* 1950), Geschichtenerzähler, Musiker und Kabarettist
- Gudula Achterberg (* 1965), Politikerin und Mitglied des baden-württembergischen Landtags
- Bettina Dickes (* 1971), Politikerin und von 2006 bis 2016 Abgeordnete des rheinland-pfälzischen Landtags
- Denis Alt (* 1980), Politiker und Mitglied des rheinland-pfälzischen Landtags